# 地變棋
地變棋（Ido），是德國人Bernhard Weber在1998年推出兩到四人的棋類遊戲，特色是能移動框架來推動棋子，並且棋格也會隨之變化。

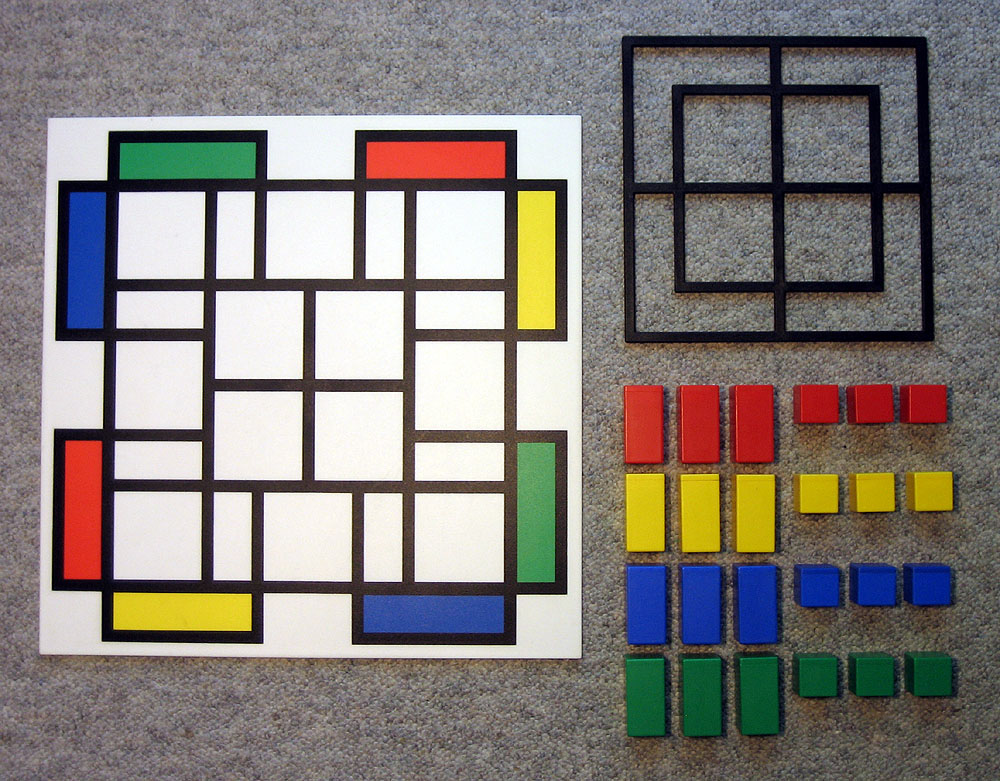
地變棋棋具

移動框架使棋格變化

## 外部連結
- 遊戲介紹（页面存档备份，存于）